# HMS Astrea (A505)
HMS Astrea (A505) är det femte och sista skolfartyget av Altair-klassen som byggdes på Djupviks varv på Tjörn. Fartyget sjösattes under 2008 och levererades till svenska marinen.
Namnet har hon fått från kvinnonamnet Astrea som betyder stjärna. Namnet har tidigare burits av torpedbåten HMS Astrea (T112). 